# 鄭元
鄭元（？—？），字伯生，湖廣荊州府夷陵州軍籍，浙江仁和縣人，明朝政治人物。

## 生平
湖廣鄉試第八名舉人。正德六年（1511年）中式辛未科會試第一□名，登第二甲第十三名進士。十六年正月由禮部郎中升雲南提學副使。

## 家族
曾祖鄭赫資；祖父鄭旺；父鄭文秀。前母王氏；母李氏。具慶下。